# Uzun oba

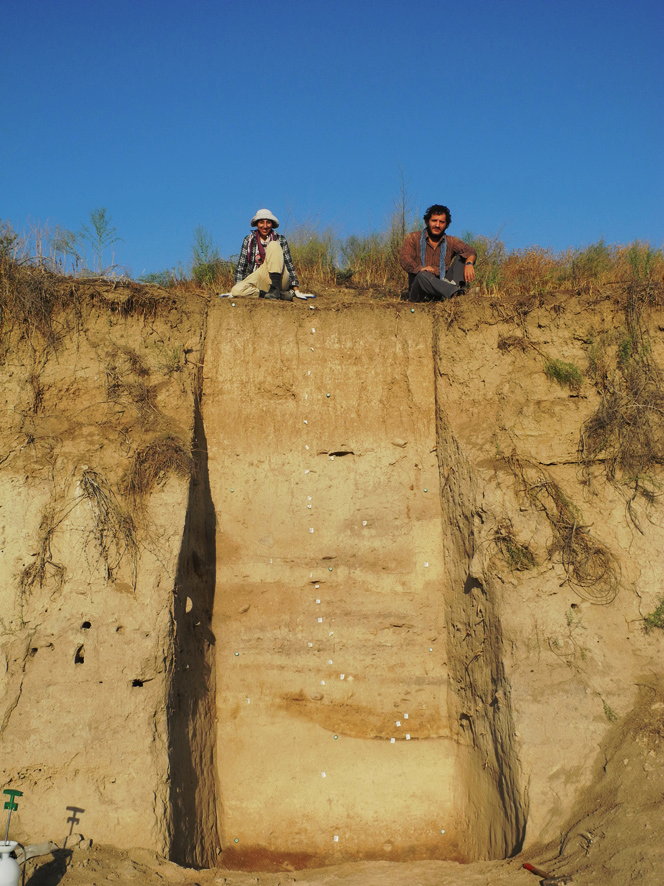

Uzun Oba ist eine archäologische Ausgrabungsstätte in Aserbaidschan. Sie befindet sich am rechten Ufer des Nakhchivançay in der Nähe des Dorfes Aşağı Uzunoba im Distrikt Babək.

## Forschung
Der Fundplatz wurde bei Ausgrabungen der internationalen archäologischen Expedition Aserbaidschan-Frankreich im Jahr 2015 untersucht. Vali Baxşəliyev und Catherine Marro waren die Leiter der Expedition. Während der Untersuchung wurde festgestellt, dass die fundhaltige Schicht der Stätte mit einer etwa 2 m dicken Sedimentschicht bedeckt war. Die Stätte in der Nähe des Dorfes Uzun oba in der Region Babək wurde ausschließlich durch Erkundungsgrabungen untersucht. Der stratigraphische Einschnitt von 2 bis 5 m Tiefe wurde während der Ausgrabung am Osthang der Stätte in 2 m Höhe erhalten. Während der Ausgrabung kamen bemalte Keramikstücke aus dem ersten Jahrtausend vor Christus zu Tage.
Solch alte Funde sind für die Region sehr selten.